# Digraph (Linguistik)
Digraph bezeichnet in der Graphematik zwei Buchstaben, die für eine Lautung stehen. Für mehr als zwei Buchstaben verwendet man andere griechische Zahlwörter als Präfixe, zum Beispiel Trigraph oder Tetragraph.

## Begriffsbestimmung
Im weiteren Sinne besteht ein Digraph aus zwei Graphemen, die sich einem Phonem zuordnen lassen (z. B. die Konsonantenbuchstabenkombination ch im Deutschen dem Phonem /χ/ oder /ç/). Ebenso als Digraph wird eine Buchstabenkombination bezeichnet, die sich einer Phonem-Kombination zuordnen lässt, wenn deren Bestandteile nicht eindeutig und getrennt voneinander auf die Bestandteile der Buchstabenkombination bezogen sind (z. B. ch im Englischen der Phonemkombination /tʃ/ – es wäre nicht sinnvoll, das c dem /t/ und das h dem /ʃ/ zuzuordnen).
Manchmal wird der Begriff auch nicht in diesem phonographischen Sinne gebraucht. In einem phonemunabhängigen graphematischen Ansatz, der aber (aus distributionellen Gründen) davon ausgeht, dass ein Graphem aus mehreren Buchstaben (Graphen/Glyphen) bestehen kann (und z. B. ch und qu als jeweils ein Graphem bewertet), wird Digraph als Bezeichnung für solch ein Graphem verwendet (ohne dass damit schon etwas über die Zuordnung zu Phonemen gesagt wäre).
Im engeren Sinne sind Digraphen die Buchstabenpaare, die in einer Sprache als so eng zusammengehörig betrachtet werden, dass sie zum Beispiel auch bei der alphabetischen Sortierung wie ein Buchstabe behandelt werden. Dieser Gebrauch des Begriffes kann aber vom ersten abweichen. Die Vorkommen in der alphabetischen Sortierung garantiert noch nicht, dass es sich bei der zugehörigen Lautung um ein Phonem (oder eine Phonemkombination im obigen Sinne) handelt.
(Es lässt sich z. B. darüber streiten, ob dž im Kroatischen ein Digraph im ersten Sinne ist. Das hängt auch von der vorausgesetzten Phonemdefinition ab. Wenn man /dʒ/ im Kroatischen als zwei Phoneme wertet, lassen sich die Bestandteile der Laut- und Buchstabenkombination eindeutig zuordnen – d zu /d/ und ž zu /ʒ/ –, und dž ist dann genauso wenig ein Digraph wie z. B. dr.)

## Trigraph, Tetragraph, …
Entsprechend wird der Begriff Trigraph (zu griechisch tri-, „drei“, siehe Griechische Zahlwörter) für eine Kombination aus drei Buchstaben gebraucht (z. B. sch im Deutschen (Schach) und Schwedischen (schack) für das Phonem /ʃ/, ieh im Deutschen für /iː/). Die Reihe lässt sich beliebig fortsetzen: Tetragraph (tetra- „vier“), z. B. ough im Englischen für /ɔː/ in brought, zsch für /tʃ/ in Eigennamen wie Zschopau, Pentagraph (penta- „fünf“), etwa tzsch für /tʃ/ in Eigennamen wie Nietzsche usw. Als Heptagraph (hepta- „sieben“) lässt sich schtsch zur Transkription des russischen Graphems „щ“ bezeichnen, wenn man davon ausgeht, dass im modernen Russisch dieses Graphem als ein Phonem /ʃʲː/ (früher /ʃʲtʃʲ/) gesprochen wird.

## Verwendung in Umschriften
Digraphen und Mehrfachkombinationen werden auch für die Transliteration und Transkription anderer Sprachen verwendet, etwa zh, sh im Englischen für die „sch“-Laute (Frikative) /ʒ, ʃ/.
Außerdem dienen sie vielfach der Darstellung von diakritischen Zeichen (vgl. tschech. č, ř mit poln. cz, rz), wenn diese selbst etwa aus technischen Gründen nicht zur Verfügung stehen.

## Beispiele
Beispiele für Mehrgraphe (und andere Buchstabenkombinationen): 

1. Mehrgraphe (für einen Laut), deren Aussprache sich synchron nicht oder nur teilweise aus der Aussprache der Einzelbuchstaben begründen lässt,
2. Mehrgraphe (für einen Laut), deren Aussprache sich aus einer in der jeweiligen Sprache geltenden, allgemeinen Ausspracheregel für die Kombination der Einzelbuchstaben ergibt (produktive, potenziell reihenbildende Regel),
3. Mehrgraphe und andere besondere Buchstabenverbindungen für Lautkombinationen (für Diphthonge, Affrikaten und andere), deren Aussprache sich nicht aus einer in der jeweiligen Sprache geltenden, allgemeinen Ausspracheregel für die Kombination der Einzelbuchstaben ergibt.

(Mehrgraphe/Buchstabenkombinationen mit einem eigenen Platz im Alphabet sind kursiv gesetzt.)
Achinesisch
eu, ng, ny
Albanisch
dh, gj, ll, nj, rr, sh, th, xh, zh
Dänisch vor 1948 und in Eigennamen
aa
Deutsch
1. ch, sch, ph, ng, ie, ou, (nur als Ersatz für ä, ö, ü, ß und in Eigennamen:) ae, oe, ue, ss oder sz; 2. bb, dd, ff, …, ss, ck, tz, dt, aa, ee, oo, ah, äh, eh, ih, …, th, gh, dh, …, (nur in unbetonter Silbe:) el, em, en, er; 3. äu, ei, eu, chs, dsch, (nur in Eigennamen:) zsch und tzsch, (nur am Stammanfang:) sp und st, (nur im Wortinnern vor Vokal:) ti, (nur am unbetonten Wortende:) ig
Indonesisch / Malaiisch
ng, ny
Kiribatisch
ng
Kroatisch, Serbisch, Bosnisch (lateinische Schrift)
dž, lj, nj
Kurdisch
xw
Maltesisch
għ
Niederländisch
au, ou, ei, ij, ui, oe, ie, sj, sp, st
Polnisch
ch, ci, cz, si, sz, rz, zi, dz, dż, dź, dzi
Portugiesisch
ei, éi, ai, oi, ói, ui, eu, éu, au, io, ãe, ão, ch, lh, nh, gu
Schwedisch
1. sj, tj, sch, ng, (nur am Stammanfang:) dj, gj, hj, kj, lj, skj, stj, (nur am Stammanfang vor e, i, y, ä, ö:) sk, (nur im Wortinnern vor Vokal, außer i:) ti, si, ssi; 2. bb, dd, ff, …, ck, rd, rl, rn, rs, rt; 3. (nur zwischen Vokalen und am Wortende:) gn
Slowakisch
ch, dz, dž
Sorbisch
dź, ch
Spanisch
ch, ll (wurden 2010 aus dem Alphabet entfernt)
Sundanesisch
eu, ng, ny
Tschechisch
ch
Ungarisch
1. gy, ly, ny, ty, sz, zs, (nur in Eigennamen:) eö; 2. bb, cc, dd, ff, …, ggy, ssz, …, (nur in Eigennamen:) cz; 3. cs
Usbekisch
gʻ, oʻ, ch, sh
Wilmesaurisch
ao

## Zeichenkodierung
| Digraph    | Position          |
| ---------- | ----------------- |
| DŽ, Dž, dž | U+01C4 bis U+01C6 |
| LJ, Lj, lj | U+01C4 bis U+01C6 |
| NJ, Nj, nj | U+01C7 bis U+01C9 |
| DZ, Dz, dz | U+01F1 bis U+01F3 |

Unicode hat aus Kompatibilitätsgründen einigen wenigen lateinischen Digraphen eigene Codes im Unicodeblock Lateinisch, erweitert-B zugewiesen, deren Verwendung aber nicht empfohlen wird.